# Mike Riley
Mike Riley (født 17. december 1964) er en tidligere engelsk fodbolddommer fra Leeds. Han dømte internationalt under det internationale fodboldforbund FIFA fra 1999 til 2009. Han stoppede sin karriere da han faldte for aldersgrænsen for internationale dommere på 45 år.

## Karriere

### EM 2004
- Sverige  –  Bulgarien 5-0 (gruppespil).
- Letland  –  Tyskland 0-0 (gruppespil).

## Kampe med danske hold
- Den 6. juni 2009: Kvalifikation til VM 2010: Sverige – Danmark 0-1.
- Den 2. november 2001: Tredje runde i UEFA Cuppen: FC København – Dortmund 0-1.